# Пертія Тамаз Ревазович
Тамаз Ревазович Пертія (груз. თამაზ რევაზის ძე პერტია; нар. 23 грудня 1974, Тбілісі, Грузинська РСР) — грузинський футболіст, півзахисник, та футбольний тренер.

## Кар'єра гравця
Розпочинав кар'єру в грузинських клубах «Динамо» (Тбілісі), «Металург» (Руставі) та «Гурії». З травня по червень 1995 року захищав кольори українського клубу «Темп» (Шепетівка). Дебютував у шепетівському клубі 12 травня 1995 року в програному (0:1) домашньому поєдинку 27-го туру Вищої ліги проти київського «Динамо». Пертія вийшов на поле на 70-ій хвилині, замінивши Таріела Капанадзе. Загалом у складі «Темпу» зіграв 4 матчі. У сеоні 1996/97 років виступав у тбіліському «Мерані», після чого отримав запрошення від чемпіона Латвії «Сконто» з Риги. Через високу конкуренцію в столичному клубі до стартового складу пробитися не зміг. Напередодні початку сезону 1997 року п'ять грузинських футболістів «Сконто», в тому числі і Пертія, були віддані в оренду «Вентспілсу». У 1998 році на прохання головного тренера збірної Латвії Реваза Дзодзуашвілі брав участь в тренувальній грі між збірною Латвії і грузинськими футболістами, які виступали в Латвії. Пізніше він був відданий в оренду тираспільському «Шерифу». Взимку 2000 року гравець на постійній основі приєднався до «Шерифа», але вже влітку 2001 року повернувся до Латвії. До 2006 року виступав у таких клубах як «Рига», «Дінабург» та «Діттон» (Даугавпілс). У 2006-2007 роках захищав кольори мінського «Локомотива», в складі якого зіграв 7 матчів. Влітку 2007 року повернувся до «Дінабурга», в якому через півроку завершив кар'єру.
Навіть після закінчення своєї професійної кар'єри, Тамаз Пертія продовжував грати в міні-футбол у чемпіонаті Даугавпілса.

## Тренерська діяльність
Будучи ще гравцем «Дінабурга» розпочав тренерську діяльність. З 2008 року працював у ньому головним тренером. 5 жовтня 2009 року, рішенням правління ЛФФ, «Дінабург» був виключений з чемпіонату Латвії, а президент Олег Гаврилов і головний тренер Тамаз Пертія довічно дискваліфіковані з латвійського футболу. В офіційній заяві говориться, що «представники команди, незважаючи на багаторазові попередження та дискваліфікацію з Балтійської ліги в 2007 році, протягом тривалого періоду часу брали участь в тоталізаторі, маніпулювали своїми досягненнями у грі, що підтверджують незаперечні докази, отримані з компетентних організацій, в тому числі УЄФА».
2 червня 2010 року Дисциплінарна комісія ЛФФ скасувала довічну дискваліфікацію Тамаза Пертії, застосувавши умовну дискваліфікацію з випробувальним терміном до 1 липня 2011 року, і він одразу ж був призначений на пост головного тренера давгапілської «Даугави».
Після зміни керівництва «Даугави», 14 липня 2011 року Тамаз Пертія пішов з поста головного тренера, його на цій посаді замінив росіянин Леонід Назаренко. Але 2 серпня 2011 року очолив ризький «Олімпс», підписавши контракт до завершення сезону з подальшою можливістю його продовження. Після того як клуб вилетів з Вищої ліги Тамаз Пертія залишив клуб. У грудні 2012 року, після того як свою посаду залишив Мар'янс Пахарс, замінив останнього на посаді головного тренера «Сконто». Спочатку працював з молодіжною та другою командою клубу, після чого став головним тренером першої команди. У листопаді 2016 року став головним тренером вищолігового латвійського клубу ФК «Лієпая».

## Особисте життя
З дитинства дружить з Кахою Каладзе

## Досягнення
Гравець
- Латвійська футбольна Вища ліга
  -  Срібний призер (1): 1998
- Кубок Молдови
  -  Володар (1): 1998/99

Тренер
- Латвійська футбольна Вища ліга
  -  Срібний призер (1): 2013

- Кубок Латвії
  -  Фіналіст (1): 2013/14

- Суперкубок Латвії
  -  Фіналіст (1): 2013